# Доња Пушћа
Доња Пушћа је насељено место и седиште општине Пушћа у Загребачкој жупанији, Хрватска. До територијалне реорганизације у Хрватској налазила се у саставу старе загребачке приградске општине Запрешић.

## Становништво
На попису становништва 2011. године, Доња Пушћа је имала 794 становника.

## Попис1991.
На попису становништва 1991. године, насељено место Доња Пушћа је имало 707 становника, следећег националног састава:
| Попис 1991.‍  | Попис 1991.‍  | Попис 1991.‍ | Попис 1991.‍ | Попис 1991.‍ |
| ------------ | ------------ | ----------- | ----------- | ----------- |
|              |              |             |             |             |
| Хрвати       | Хрвати       |             | 689         | 97,45%      |
| Италијани    | Италијани    |             | 3           | 0,42%       |
| Срби         | Срби         |             | 3           | 0,42%       |
| Албанци      | Албанци      |             | 2           | 0,28%       |
| Југословени  | Југословени  |             | 2           | 0,28%       |
| Црногорци    | Црногорци    |             | 1           | 0,14%       |
| неопредељени | неопредељени |             | 2           | 0,28%       |
| регион. опр. | регион. опр. |             | 1           | 0,14%       |
| непознато    | непознато    |             | 4           | 0,56%       |
| укупно: 707  |              |             |             |             |